# Мироновка (приток Оршицы)
Миро́новка (бел. Міронаўка), или Мазно́вка (бел. Мазноўка) — река в Белоруссии, правый приток Оршицы, протекает по Оршанскому району Витебской области. Длина 6,4 км. Бо́льшая часть реки канализирована (на протяжении 4,7 км от истока). Исток реки расположен у деревни Стайки Межевского сельсовета, а устье — вблизи западной окраины посёлка Высокое, центра Высоковского сельсовета.
В 2020 году из-за «нарушения технологического процесса в отстойниках» фермы деревни Стайки произошёл сброс в реку навозосодержащих стоков.